# Les Diablons
Les Diablons ist ein Berg östlich des Ferienorts Zinal im Kanton Wallis, Schweiz. Der Berg mit einer Höhe von 3609 m ü. M. (Nordgipfel 3592 m ü. M.) ist der südlichste Gipfel der Gebirgskette, welche vom Illhorn über die Bella Tola bis zur Les Diablons reicht und das Val d’Anniviers vom Turtmanntal trennt. Die Gebirgskette bildet auch die Sprachgrenze. Nördlich des Gipfels liegt der Diablons Gletscher.

## Weblinks

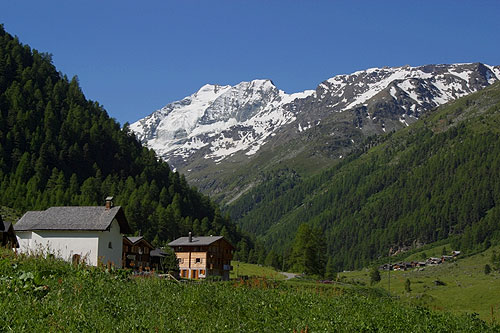
Blick aus dem Turtmanntal auf Les Diablons.